# Paraíso en la eternidad
Paraíso en la eternidad es el tercer álbum de estudio de la banda española de heavy metal Sphinx y fue publicado en el año de 2005 en formato de disco compacto por Noche Maldita Records.

## Grabación
Antes de que se comenzaran las grabaciones de un nuevo material discográfico, Andrés Duende, bajista del grupo, decide abandonar Sphinx, siendo sustituido por José Pineda. Ya con Pineda en la alineación, se iniciaron los trabajos de grabación y mezcla de Paraíso en la oscuridad —que al principio se tenía planeado que el disco llevaría por nombre A las puertas del infierno—, realizados en los Estudios La Nave en Cádiz, Andalucía, España, mientras que la masterización del mismo se haría en los Estudios Sonido XXI en la localidad de Esparza de Galar, Navarra, España, a cargo de Juanan San Martín, quién anteriormente había trabajado con la banda Tierra Santa. Este álbum salió al mercado en enero de 2005, siendo el primero en ser lanzado por la agrupación mediante su propio sello discográfico, Noche Maldita Records.

## Lista de canciones
| N.º   | Título                       | Escritor(es)             | Duración |  |
| 1.    | «No»                         | Manuel Rodríguez         | 4:32     |  |
| 2.    | «Destino»                    | Rodríguez / Santi Suárez | 4:14     |  |
| 3.    | «A las puertas del infierno» | Manuel Rodríguez         | 6:28     |  |
| 4.    | «Héroes de un sueño»         | Manuel Rodríguez         | 4:02     |  |
| 5.    | «Esclavo de tu maldición»    | Rodríguez / Suárez       | 4:52     |  |
| 6.    | «Paraíso en la eternidad»    | Manuel Rodríguez         | 7:48     |  |
| 7.    | «A dos minutos de la muerte» | Rodríguez / Suárez       | 5:17     |  |
| 8.    | «Águilas de cuero»           | Manuel Rodríguez         | 4:53     |  |
| 9.    | «Último adiós»               | Manuel Rodríguez         | 5:37     |  |
| 10.   | «Tiempos del olvido»         | Suárez / Justi Bala      | 4:46     |  |
| 11.   | «Respóndeme»                 | Manuel Rodríguez         | 7:25     |  |
| 59:54 |                              |                          |          |  |

## Créditos

### Sphinx
- Manuel Rodríguez — voz, teclados y programaciones.
- Justi Bala — guitarra.
- Santi Suárez — guitarra.
- José Pineda — bajo.
- Carlos Delgado — batería.

### Música adicional
- Sophia Quarency — violín (en la canción «Respóndeme»).

### Personal de producción
- Manuel Rodríguez — productor, ingeniero de sonido y mezcla.
- Santi Suárez — ingeniero de sonido.
- Juanan San Martín — ingeniero de sonido y masterización.
- Daniel Cruz — diseño de arte de portada y gráfico.